# Cantón de Charente-Champagne
El cantón de Charente-Champagne (en francés canton de Charente-Champagne) es una circunscripción electoral francesa situada en el departamento de Charente, de la región de Nueva Aquitania. La cabecera (bureau centralisateur en francés) está en Châteauneuf-sur-Charente.
Fue creado por el decreto del 20 de febrero de 2014 que entró en vigor en el momento de la primera renovación general de asamblearios departamentales en marzo de 2015.

## Composición
Ambleville, Angeac-Champagne, Angeac-Charente, Birac, Bonneuil, Bouteville, Châteauneuf-sur-Charente, Criteuil-la-Magdeleine, Éraville, Gensac-la-Pallue, Genté, Graves-Saint-Amant, Juillac-le-Coq, Lignières-Sonneville, Malaville, Mosnac-Saint-Simeux, Nonaville, Saint-Fort-sur-le-Né, Saint-Preuil, Saint-Simon, Salles-d'Angles, Segonzac, Touzac, Verrières, Vibrac, Viville